# Stegodyphus simplicifrons
Stegodyphus simplicifrons is een spinnensoort uit de familie van de fluweelspinnen (Eresidae).
De wetenschappelijke naam van de soort werd in 1906 gepubliceerd door Eugène Simon.